# Велика червона пляма

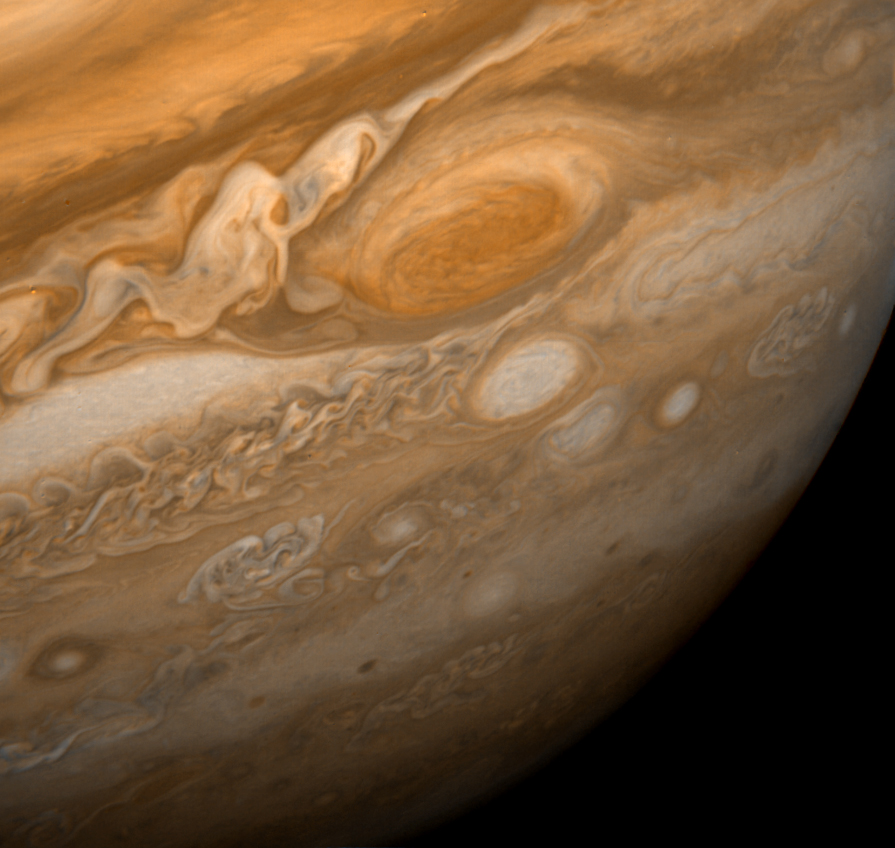
Велика червона пляма, знімок «Вояджера-1» у 1979 році

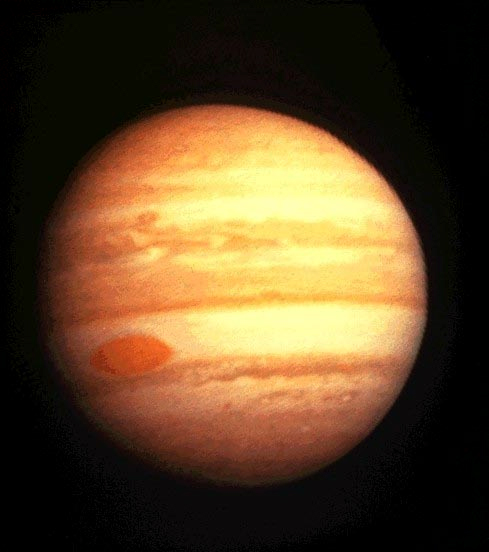
Знімок Юпітера «Піонером-10» у 1974 році

Велика червона пляма, монохромна анімація

Вели́ка черво́на пля́ма (ВЧП) — атмосферне утворення на Юпітері, найпомітніша особливість на диску планети, яку астрономи спостерігають вже 350 років. ВЧП відкрив Джованні Кассіні 1665 року. Деталь, що відмічена в записах Роберта Гука 1664 року, також може бути ідентифікована як ВЧП.
До польоту «Вояджерів» багато астрономів вважали, що пляма має тверду природу. ВЧП є гігантським вихором-антициклоном, розмірами 24—40 тис. км в довжину і 12—14 тис. км завширшки (істотно більше Землі). Розміри плями постійно змінюються, але простежується загальна тенденція — до зменшення; 100 років тому ВЧП була приблизно удвічі більшою.
Пляма перебуває приблизно на 22° південної широти і пересувається паралельно екватору планети. Крім того, газ у ВЧП обертається проти годинникової стрілки з періодом оберту близько 6 земних діб. Швидкість вітру усередині плями перевищує 500 км/год. Верхній шар хмар ВПЧ пролягає приблизно на 8 км вище за верхню межу навколишніх хмар. Температура плями дещо нижча за прилеглі ділянки.
Червоний колір ВЧП поки що не знайшов однозначного пояснення. Можливо, такого кольору їй додають хімічні сполуки, що включають фосфор.
Крім ВЧП на Юпітері є й інші «плями-вихори», менші за розмірами. Вони можуть мати білий, коричневий і червоний колір й існувати десятки років (можливо й довше). Плями в атмосфері Юпітера зафіксовано як у південній, так і в північній півкулі, але стійкі, що існують тривалий час, наявні чомусь тільки в південній.
Зважаючи на різницю швидкостей в атмосфері Юпітера іноді трапляються зіткнення вихорів. Один такий інцидент відбувся у 1975 році, внаслідок чого колір плями потьмянів на декілька років. У липні 2006 року передбачалося зіткнення ВЧП й іншого великого червоного утворення Oval BA, проте плями пройшли «по дотичній».
Oval BA сформувалась між 1998 і 2000 роками після злиття трьох менших білих овальних вихорів, які спостерігалися до цього протягом 60 років. Нове атмосферне утворення спочатку було білим у видимому діапазоні, але в лютому 2006 року набуло червоно-коричневого кольору. За однією з гіпотез, поки вихор перебуває на однаковій висоті із загальною поверхнею верхнього краю атмосфери, він має білий колір. Але коли його потужність збільшується, вихор піднімається дещо вище за загальний шар хмар, де під дією ультрафіолетового випромінювання Сонця хімічні реакції призводять до зміни кольору, додаючи йому червоного.
Гігантські «плями-вихори» властиві не тільки Юпітеру, але і іншим газовим планетам. Зокрема, відома Велика темна пляма на Нептуні.
Швидкість обертання Великої червоної плями становить 360 км/год. Її середня температура становить −163 °C, причому між окраїнними та центральними частинами плями спостерігається різниця в температурі порядку 3—4°. Ця відмінність, ймовірно, відповідальна за той факт, що атмосферні гази у центрі плями обертаються за годинниковою стрілкою, а на окраїнах — проти. Також висловлено припущення про взаємозв'язок температури, тиску, руху та кольору Червоної плями, хоча як саме він здійснюється, вченим поки що складно відповісти.
Час від часу на Юпітері спостерігаються зіткнення великих циклонічних систем. Одне із них відбулося 1975 року, внаслідок чого червоний колір Плями посвітлішав на кілька років. Наприкінці лютого 2002 року ще один гігантський вихор — Білий овал — почав гальмуватися Великою червоною плямою, і зіткнення тривало цілий місяць. Однак воно не завдало значної шкоди обидвом вихорам, оскільки відбулося по дотичній.